# Parmilieu
Parmilieu est une commune française située dans le département de l'Isère, en région Auvergne-Rhône-Alpes.
Ses habitants sont dénommés les Parmiliolands.

## Géographie

### Situation et description
La commune est située sur le plateau de l'Isle-Crémieu, une région naturelle de France et plus précisément positionnée dans la pointe nord du département de l'Isère et à l'est de l'agglomération lyonnaise.

### Communes limitrophes
Les communes limitrophes sont Vertrieu au nord, Porcieu-Amblagnieu à l'est, Charette au sud, Saint-Baudille-de-la-Tour au sud-ouest (sur 500 m environ) et La Balme-les-Grottes à l'ouest.
|                           | Vertrieu  |                    |
| La Balme-les-Grottes      | Parmilieu | Porcieu-Amblagnieu |
| Saint-Baudille-de-la-Tour | Charette  |                    |

### Géologie
Le plateau où se situent le bourg et les divers hameaux de Parmilieu est constitué de calcaires jurassiques et des moraines qui constituent en grande partie la surface du secteur géologique de l’île Crémieu avec, en outre, la présence d'une couverture rocheuse et de cavités propres à un relief karstique.

### Climat
Pour des articles plus généraux, voir Climat d'Auvergne-Rhône-Alpes et Climat de l'Isère.
En 2010, le climat de la commune est de type climat des marges montargnardes, selon une étude du Centre national de la recherche scientifique s'appuyant sur une série de données couvrant la période 1971-2000. En 2020, Météo-France publie une typologie des climats de la France métropolitaine dans laquelle la commune est exposée à un climat de montagne ou de marges de montagne et est dans une zone de transition entre les régions climatiques « Bourgogne, vallée de la Saône » et « Jura ».
Pour la période 1971-2000, la température annuelle moyenne est de 11,1 °C, avec une amplitude thermique annuelle de 17,8 °C. Le cumul annuel moyen de précipitations est de 1 254 mm, avec 10,7 jours de précipitations en janvier et 7,4 jours en juillet. Pour la période 1991-2020, la température moyenne annuelle observée sur la station météorologique de Météo-France la plus proche, « Bénonces », sur la commune de Bénonces à 9 km à vol d'oiseau, est de 8,2 °C et le cumul annuel moyen de précipitations est de 1 723,5 mm,. Pour l'avenir, les paramètres climatiques de la commune estimés pour 2050 selon différents scénarios d'émission de gaz à effet de serre sont consultables sur un site dédié publié par Météo-France en novembre 2022.

## Urbanisme

### Typologie
Au 1er janvier 2024, Parmilieu est catégorisée commune rurale à habitat dispersé, selon la nouvelle grille communale de densité à sept niveaux définie par l'Insee en 2022.
Elle est située hors unité urbaine et hors attraction des villes,.

### Occupation des sols
L'occupation des sols de la commune, telle qu'elle ressort de la base de données européenne d’occupation biophysique des sols Corine Land Cover (CLC), est marquée par l'importance des forêts et milieux semi-naturels (56,8 % en 2018), en diminution par rapport à 1990 (58,6 %). La répartition détaillée en 2018 est la suivante : 
forêts (52,5 %), zones agricoles hétérogènes (28,8 %), zones urbanisées (7,3 %), terres arables (4,9 %), milieux à végétation arbustive et/ou herbacée (4,3 %), mines, décharges et chantiers (2,2 %). L'évolution de l’occupation des sols de la commune et de ses infrastructures peut être observée sur les différentes représentations cartographiques du territoire : la carte de Cassini (XVIIIe siècle), la carte d'état-major (1820-1866) et les cartes ou photos aériennes de l'IGN pour la période actuelle (1950 à aujourd'hui).

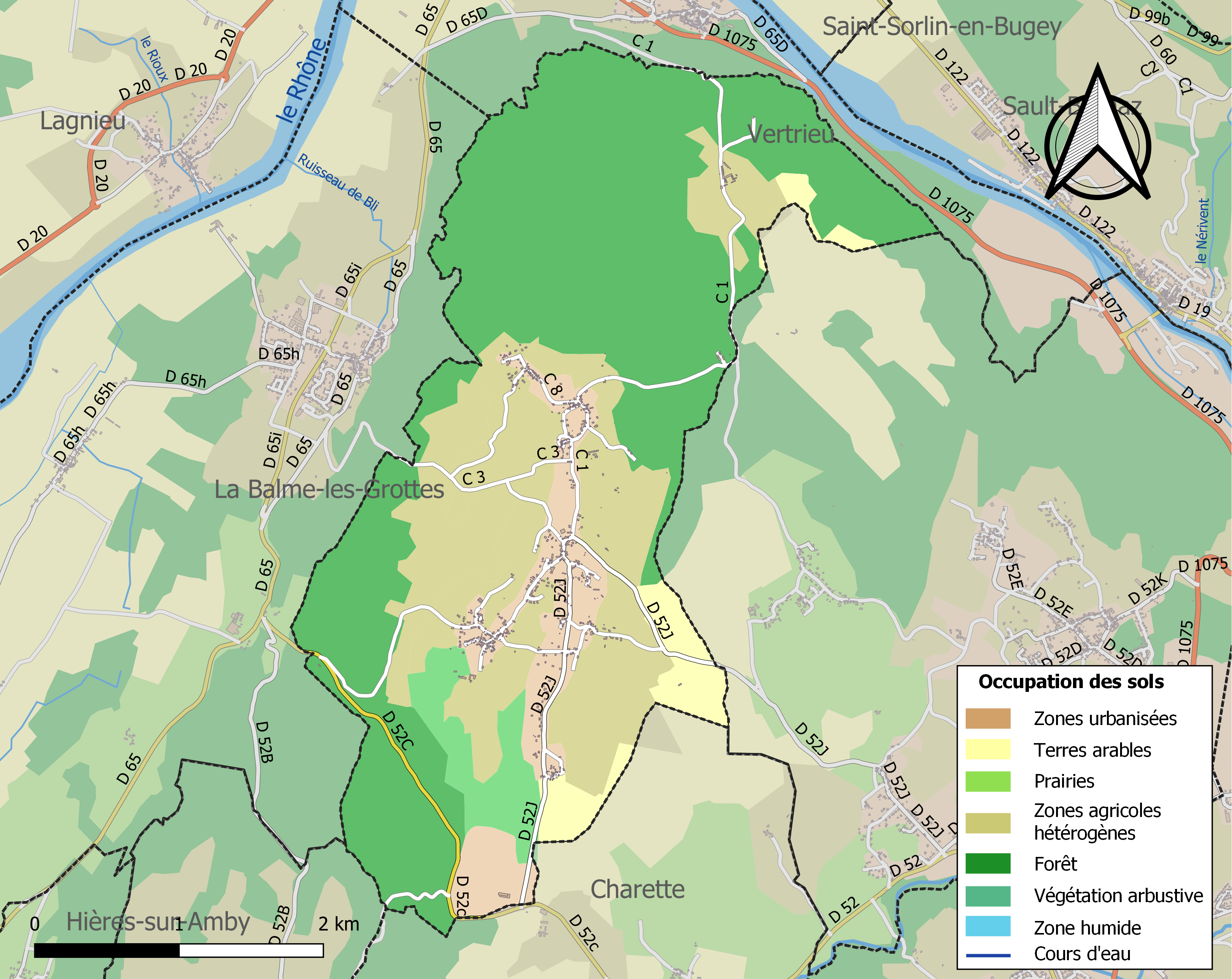
Carte des infrastructures et de l'occupation des sols de la commune en 2018 (CLC).

### Risques naturels et technologiques

#### Risques sismiques
L'ensemble du territoire de la commune de Parmilieu est situé en zone de sismicité no 3 (sur une échelle de 1 à 5), comme la plupart des communes de son secteur géographique.
| Type de zone | Niveau            | Définitions (bâtiment à risque normal) |
| ------------ | ----------------- | -------------------------------------- |
| Zone 3       | Sismicité modérée | accélération = 1,1 m/s2                |

## Histoire
La commune de Parmilieu conserve un patrimoine exceptionnel lié à la pierre ; le lien suivant permet d'accéder à une carte interactive présentant les nombreux trésors de ce patrimoine (chacun étant présenté avec photo et commentaire).
Au siècle dernier, le village a compté jusqu'à 30 carrières de pierres. 
Les carrières exploitent un calcaire provenant de dépôts sédimentaires datant de 170 millions d'années (milieu du Jurassique, étage stratigraphique du Bathonien).

## Politique et administration

### Liste des maires
| Période                                  | Période  | Identité    | Étiquette | Qualité |
| ---------------------------------------- | -------- | ----------- | --------- | ------- |
| Les données manquantes sont à compléter. |          |             |           |         |
| mars 2020                                | En cours | Eric Teruel |           |         |

## Population et société

### Démographie
En 2022, la commune de Parmilieu comptait 727 habitants. À partir du XXIe siècle, les recensements réels des communes de moins de 10 000 habitants ont lieu tous les cinq ans. Les autres chiffres sont des estimations.
| 1793 | 1800 | 1806 | 1821 | 1831 | 1836 | 1841 | 1846 | 1851 |
| ---- | ---- | ---- | ---- | ---- | ---- | ---- | ---- | ---- |
| 426  | 439  | 458  | 565  | 575  | 577  | 639  | 615  | 643  |

| 1856 | 1861 | 1866 | 1872 | 1876 | 1881 | 1886 | 1891 | 1896 |
| ---- | ---- | ---- | ---- | ---- | ---- | ---- | ---- | ---- |
| 663  | 660  | 644  | 625  | 620  | 637  | 643  | 635  | 623  |

| 1901 | 1906 | 1911 | 1921 | 1926 | 1931 | 1936 | 1946 | 1954 |
| ---- | ---- | ---- | ---- | ---- | ---- | ---- | ---- | ---- |
| 632  | 601  | 612  | 590  | 592  | 616  | 587  | 546  | 489  |

| 1962 | 1968 | 1975 | 1982 | 1990 | 1999 | 2006 | 2011 | 2016 |
| ---- | ---- | ---- | ---- | ---- | ---- | ---- | ---- | ---- |
| 349  | 362  | 331  | 362  | 377  | 420  | 594  | 659  | 703  |

| 2021 | 2022 | - | - | - | - | - | - | - |
| ---- | ---- | - | - | - | - | - | - | - |
| 727  | 727  | - | - | - | - | - | - | - |

### Enseignement
La commune est rattachée à l'académie de Grenoble.

### Médias
Historiquement, le quotidien à grand tirage Le Dauphiné libéré consacre, chaque jour, y compris le dimanche, dans son édition du Nord-Isère, un ou plusieurs articles à l'actualité du canton, de la communauté de communes, ainsi que des informations sur les éventuelles manifestations locales, les travaux routiers, et autres événements divers à caractère local.
La commune est située sur l'aire de diffusion de radio Ici Isère, une radio publique qui émet sur tout le territoire du département de l'Isère.

### Cultes
La communauté catholique de Parmilieu et l'église (propriété de la commune) dépendent de la paroisse « Saint-Pierre du Pays des Couleurs » qui regroupe vingt-sept églises de la région du nord-Isère.

## Économie
Deux carrières de pierre sont en activité et l'extraction mécanique a remplacé l'extraction de manuelle pour produire :
- de la pierre de taille (pierre de Villebois ou choin) un calcaire très dur ;
- des blocs d'enrochement (digues de rivière par exemple) ;
- de la pierre concassée (routes...).

## Culture et patrimoine

### Lieux et monuments
- Une partie du patrimoine est liée à la pierre et aux carrières.
- Église Saint-Pierre de Parmilieu.
- Le domaine du Serverin, ancienne colonie de vacances de la ville de Lyon, en service à partir de 1895[23].

### Sites naturels
- Le sentier des bigues

ce sentier de randonnée permettant de découvrir les richesses du patrimoine de ce village de carriers : pierres plantées, chapits. Il faut compter 3 à 5 heures de parcours (l'itinéraire peut être raccourci de nombreuses fois). Topo-Guide. Un balisage est en place avec un départ près du monument aux morts.

### Parmilieu dans la littérature
Parmilieu est citée dans le poème d'Aragon, Le conscrit des cent villages, écrit comme acte de Résistance intellectuelle de manière clandestine au printemps 1943, pendant la Seconde Guerre mondiale.

### Personnalités liées à la commune
Beaucoup d'écrivains sont venus ou ont séjourné à Parmilieu.

### Héraldique
|  | Parmilieu possède des armoiries dont l'origine et le blasonnement exact ne sont pas disponibles. |